# Úřad evropského veřejného žalobce
Úřad evropského veřejného žalobce je nezávislý orgán Evropské unie, založený na základě Lisabonské smlouvy formou posílené spolupráce. V současné době se ho účastní 23 členských států včetně České republiky (opt-out mají Dánsko a Irsko, zatímco Maďarsko a Švédsko se zatím neúčastní). Sídlí v lucemburské čtvrti Kirchberg. Má pravomoc ve věcech závažných trestných činů proti rozpočtu EU a vůbec proti jejím ekonomických zájmům, jako jsou podvody týkající se evropských fondů a mezistátní podvody. Výjimečně může vykonat svou pravomoc, i pokud škoda na majetku EU nedosahuje 10 000 euro. První evropskou nejvyšší žalobkyní je od roku 2019 Laura Codruța Kövesi z Rumunska.
Unijní orgány odhadují, že EU kvůli různým finančním podvodům přišla jen v roce 2019 o zhruba 460 miliard eur (téměř 12 bilionů korun). Prokuratura počítá s tím, že ročně se bude zabývat přibližně 3000 případy.

## Struktura a obsazování
Úřad sestává z centrální a decentralizované úrovně. Centrální úroveň představuje ústředí v místě sídla Úřadu. Ústředí sestává z kolegia, stálých komor, evropského nejvyššího žalobce, náměstků evropského nejvyššího žalobce, evropských žalobců a správního ředitele. Decentralizovanou úroveň představují evropští pověření žalobci, kteří se nacházejí v jednotlivých členských státech. Soudní dvůr může evropského nejvyššího žalobce na žádost Evropského parlamentu, Rady nebo Komise odvolat, pokud shledá, že již není schopen vykonávat své povinnosti nebo že své povinnosti závažným způsobem porušil. Nejvyššího evropského žalobce jmenují Evropský parlament a Rada po vzájemné dohodě na funkční období šesti let, které nelze obnovit, ale na konci tohoto období může Rada rozhodnout o prodloužení tohoto období o dobu nejvýše tří let. Jednotliví evropští žalobci jsou jmenováni Radou vždy ze tří návrhů každého ze zúčastněných členských států. K tomu obdrží stanovisko výběrové komise. Je-li stanovisko negativní, je pro Radu závazné.

## Česká republika
V rámci zřízení Úřadu byly zákonem č. 315/2019 Sb.
novelizovány zejména zákon o státním zastupitelství, trestní řád a trestní zákoník. Prvním evropským žalobcem z ČR je od roku 2020 Mgr. Petr Klement, předtím státní zástupce Nejvyššího státního zastupitelství.
V roce 2021 bylo oznámeno, že Úřad jen v Česku převezme zhruba 60 trestních kauz, mimo jiné i kauzu střetu zájmů premiéra Andreje Babiše, která se týká čerpání evropských dotací firmou Agrofert.
Úřad dle zprávy zveřejněné 19. února 2024 šetří podezření z korupce při nákupu zdravotnického materiálu, které se týká Krajské zdravotní v Ústí nad Labem a Nemocnice Jihlava.